# Svartholstjärnen
Svartholstjärnen är en sjö i Falu kommun och Leksands kommun i Dalarna och ingår i Dalälvens huvudavrinningsområde. Sjön har en area på 0,0527 kvadratkilometer och ligger 196,9 meter över havet.

## Delavrinningsområde
Svartholstjärnen ingår i det delavrinningsområde (673114-147103) som SMHI kallar för Mynnar i Faluån. Medelhöjden är 295 meter över havet och ytan är 17,24 kvadratkilometer. Det finns inga avrinningsområden uppströms utan avrinningsområdet är högsta punkten. Vattendraget som avvattnar avrinningsområdet har biflödesordning 4, vilket innebär att vattnet flödar genom totalt 4 vattendrag innan det når havet efter 248 kilometer. Avrinningsområdet består mestadels av skog (89 procent). Avrinningsområdet har 0,05 kvadratkilometer vattenytor vilket ger det en sjöprocent på 0,3 procent.